# Agave anomala
Agave anomala es una especie de Agave en la familia Asparagaceae. Esta especie, se encuentra en Cuba y también en la isla de San Salvador en las Bahamas.

## Descripción
Agave anomala forma colonias de rosetas que se propagan vegetativamente. Las hojas son lanceoladas, de hasta 100 cm de largo, ya sea sin espinas o con pocas espinas a lo largo de los márgenes cerca de la base. Los tallos de floración pueden alcanzar una altura de hasta  4 m de altura. Las flores son de color amarillo, de hasta 7 cm de largo.

## Taxonomía
Agave anomala fue descrita por William Trelease  y publicado en Memoirs of the National Academy of Sciences 11: 36, t. 66. 1913.
Etimología
Agave: nombre genérico que fue dado a conocer científicamente en 1753 por el naturalista sueco Carlos Linneo, quien lo tomó del griego Agavos. En la mitología griega, Ágave era una ménade hija de Cadmo, rey de Tebas que, al frente de una muchedumbre de bacantes, asesinó a su hijo Penteo, sucesor de Cadmo en el trono. La palabra agave alude, pues, a algo admirable o noble.
anomala: epíteto latíno que significa "anómala, fuera de lo normal"